# Welcome to the Other Side
Welcome to the Other Side — студийный альбом группы Rage, вышедший в 2001 году.
После выхода Ghosts, это первый полноценный альбом группы, полностью записанный в новом составе. Закончились (но лишь на время) эксперименты с симфоническим сопровождением и группа вернулась к более привычному металическому звучанию. Четыре трека альбома собраны в группу Tribute to Dishonour, их объединяет общая тематика текстов.

## Список композиций
Все тексты написаны Петером «Пиви» Вагнером.
| №                   | Название                                      | Музыка                          | Длительность |
| ------------------- | --------------------------------------------- | ------------------------------- | ------------ |
| 1.                  | «Trauma»                                      | Виктор Смольский                | 0:50         |
| 2.                  | «Paint the Devil on the Wall»                 | Смольский                       | 5:07         |
| 3.                  | «The Mirror in Your Eyes»                     | Вагнер                          | 3:44         |
| 4.                  | «R.I.P.» (Tribute to Dishonour Part 1)        | Смольский                       | 2:13         |
| 5.                  | «One More Time» (Tribute to Dishonour Part 2) | Смольский                       | 5:45         |
| 6.                  | «Requiem» (Tribute to Dishonour Part 3)       | Смольский                       | 1:16         |
| 7.                  | «I’m Crucified» (Tribute to Dishonour Part 4) | Смольский                       | 5:38         |
| 8.                  | «No Lies»                                     | Вагнер, Смольский               | 3:10         |
| 9.                  | «Point of No Return»                          | Вагнер, Смольский               | 5:18         |
| 10.                 | «Leave it All Behind»                         | Вагнер                          | 4:49         |
| 11.                 | «Deep in the Night»                           | Вагнер                          | 4:07         |
| 12.                 | «Welcome to the Other Side»                   | Вагнер                          | 4:23         |
| 13.                 | «Lunatic»                                     | Смольский                       | 0:51         |
| 14.                 | «Riders on the Moonlight»                     | Вагнер                          | 4:12         |
| 15.                 | «Straight to Hell»                            | Смольский                       | 4:31         |
| 16.                 | «After the End»                               | Смольский                       | 4:46         |
| 17.                 | «Sister Demon»                                | Майк Террана, Вагнер, Смольский | 3:50         |
| Общая длительность: | Общая длительность:                           | Общая длительность:             | 64:30        |

| №   | Название                                           | Музыка | Длительность |
| --- | -------------------------------------------------- | ------ | ------------ |
| 18. | «Don’t Fear the Winter» (2001 Re-recorded version) | Вагнер | 3:45         |

## Участники записи
- Петер «Пиви» Вагнер — вокал, бас
- Виктор Смольский — гитары, клавишные, ситар
- Майк Террана — ударные

## Позиции в хит-парадах
| Чарт (2001)        | Место |
| ------------------ | ----- |
| German Album Chart | 38    |